# Edvard Kuylenstierna
Otto Adolf Edvard Kuylenstierna, född 17 juli 1827 på Ullaberg i Svärta socken, död 30 januari 1893 i Södertälje, var en svensk militär. Han var far till Alexis Kuylenstierna.
Edvard Kuylenstierna var son till Carl Ulric Kuylenstierna och Sophie Sparre af Rossvik. Han blev kadett vid Krigsakademien på Karlberg 1841 och utexaminerades därifrån 1847. Kuylenstierna blev student vid Uppsala universitet 1848 och avlade kameralexamen där 1849. Han blev underlöjtnant vid Södermanlands regemente 1847, löjtnant där 1853, kapten 1867, major 1878 samt överstelöjtnant och premiärmajor 1879. Kuylenstierna var överstelöjtnant och chef för Värmlands fältjägarkår 1881–1887 och överste och chef för Södermanlands regemente 1887–1890. Han blev 1872 riddare och 1893 kommendör av andra klass av Svärdsorden.